# Altsächsische Genesis
Die altsächsische Genesis ist neben dem Heliand die einzige Großdichtung des 9. Jahrhunderts in altsächsischer (altniederdeutscher) Sprache. Sie wurde um 840 von einem unbekannten Autor in Langzeilen als Stabreime verfasst. Sie führt in die biblische Genesis ein, wobei Stilelemente germanischer Heldendichtungen genutzt und zeitgenössische Rechtsvorstellungen mit einbezogen werden. Vermutlich wurden dabei auch apokryphe Quellen benutzt (Antichrist- und Henoch-Legende, Engelsturz).
Heute sind von der altsächsischen Genesis noch drei Fragmente von insgesamt 337 Versen erhalten. Sie stehen als Nachträge zusammen mit einem Exzerpt aus dem Heliand in einer komputistischen Handschrift des 9. Jhs. aus Mainz. Eine enge Zugehörigkeit zum Heliand kommt auch darin zum Ausdruck, dass in der lateinischen Heliand-Praefatio (Vorrede) die Rede davon ist, dass König Ludwig (der Fromme? der Deutsche?) dem sächsischen Dichter auch den Auftrag erteilt haben soll, uetus ac nouum Testamentum in Germanicam linguam poetice transferre („das alte und das neue Testament in die deutsche Sprache dichterisch zu übertragen“). Die Praefatio dürfte allerdings erst in einigem zeitlichen Abstand verfasst sein, und den Dichter der Genesis hält man eher für einen Nachfolger des stilprägenden Vorbilds, als für denselben Mann. Weitere Rückschlüsse auf Form und Inhalt ergeben sich aus der angelsächsischen Genesis (B), die in Teilen eine getreue Übersetzung der altsächsischen Dichtung darstellt.
- Fragment I: Nach dem Sündenfall
- Fragment II: Nach der Ermordung Abels
- Fragment III: Der Untergang von Sodom